# Teoria Quântica dos Anéis
A Teoria Quântica dos Anéis (TQA) é uma teoria desenvolvida por Wladimir Guglinski entre 1993 e 2004, publicada em um livro em agosto de 2006, dois anos depois que o Dr. Eugene Mallove encorajou Guglinski a colocar seus vários artigos em um livro Formato. A teoria apresenta 24 artigos científicos, nos quais o autor mostra que alguns princípios e modelos da Física Moderna devem ser substituídos. O objetivo principal da Teoria do Anel Quântico é mostrar quais princípios fundamentais da Mecânica Quântica devem ser rejeitados e quais são os novos princípios que devem substituí-los.

## Fundamento
A Teoria do Anel Quântico é basicamente apoiada na trajetória helicoidal (zitterbewegung) de partículas elementares. O zitterbewegung foi descoberto por Schrödinger, a partir de sua interpretação da equação de Dirac do elétron.  De acordo com a Teoria do Anel Quântico, a luz é composta de fótons constituídos por uma partícula e sua antipartícula, movendo-se com trajetória helicoidal.
Em março 2012,  John Arrington do Laboratório Nacional de Argone e sua equipe chegaram a conclusão que existe um "nucleon 2He4" no centro dos núcleos atômicos, conforme é previsto na TQA, confirmando o modelo nuclear da Teoria Quântica dos Anéis.

## Aplicação
As propriedades ópticas e magnéticas dos anéis quânticos em uma classe de semicondutores estão associadas a topologias não triviais em nanoescala. Os anéis quânticos são formados por pontos quânticos auto-organizados de cobertura agregados por epitaxia de raios moleculares.